# 国府町観音寺
国府町観音寺（こくふちょうかんのんじ）は、徳島県徳島市の町名。国府地区に属している。郵便番号は779-3123。

## 地理
徳島市の西部に位置。西は名西郡石井町、北は国府町敷地・国府町池尻、東は国府町府中、南は国府町矢野と境を接する。鮎喰川左岸の沖積平野に位置し、標高8.3〜10.0m。伊予街道と国道192号が東西に通るため都市化が進む。名方郡条理地割がよく残る。

## 歴史
江戸期より以西用水懸りに属する。伊予街道に接して旧字石田には四国八十八箇所霊場第十六番札所・観音寺がある。
1967年（昭和42年）に名東郡国府町が徳島市に編入し、現在の町名となった。

## 世帯数と人口
2022年（令和4年）9月1日現在の世帯数と人口は以下の通りである。
| 町丁         | 世帯数  | 人口    |
| ------------ | ------- | ------- |
| 国府町観音寺 | 631世帯 | 1,443人 |

## 小・中学校の学区
市立小・中学校に通う場合、学区は以下の通りとなる。
| 番地 | 小学校             | 中学校             |
| ---- | ------------------ | ------------------ |
| 全域 | 徳島市立国府小学校 | 徳島市立国府中学校 |

## 交通

### 道路
一般国道
- 国道192号

### 路線バス
徳島バス
- 観音寺北

## 施設
- 観音寺（四国八十八箇所霊場第十六番札所）
- 八幡総社両神社
- 舌洗池